# 磐安县
磐安县是中國浙江省金华市下辖的一个县，位於浙江中部，與東陽、新昌、仙居、天台等市縣接壤，屬長三角南翼經濟區及浙中城市羣經濟區範圍。区域总面积为1196平方公里，县人民政府驻安文镇龙山路1号。

## 历史沿革
今磐安地域，春秋战国属越。秦时，分属会稽郡、闽中郡。东汉兴平二年（195），北部属扬州刺史部会稽郡之汉宁。
三国东吴黄龙三年（231），东部属会稽（后改临海）郡之始平。三国吴赤乌八年（245），南部属永康县。三国吴宝鼎元年（266），北部属东阳郡之吴宁。西晋太康元年（280），分属会稽郡之吴宁、永康，临海郡之始丰。
隋大业三年（607），改婺州为东阳郡后，东北部属诸暨，东部属临海，西南属永康，中部属乌伤。唐万岁登封元年（696），东部为唐兴县，东南部为缙云县，西南部为永康县，东北部为东阳县。
自北宋咸平二年（999）始，分属东阳、永康、缙云和天台；东阳县曾于玉山、瑞山两地分别设巡检司，后永康县于孝义设巡检司。其时有关各县又分属三州：东阳、永康属婺州，缙云属处州，天台属台州。 元、明、清各代隶属关系未变。
中华民国建立，废府道制，各县直属浙江省政府。民国3年（1914）6月，又设道制。东阳、永康属金华道，缙云屑颐海道，天台属会稽道，县域分别属之。民国28年（1939年）6月，划缙云县之双峰、金峰、润川、龙门、湖中等5乡（即原美化乡之28都、29都），永康县之盘峰、五美、翠蜂3乡（即原孝义乡之45都、46都、47都），天台县之飞山乡（原大西乡37都），东阳县之33、35、36、32（部分）、28、29、30等都乡，为磐安县，总面积1,162.27平方公里。县名出自《荀子·富国》“国安于盘石”（“盘石”即“磐石”）之说，意为“安如磐石”。 
1953年9月17日缙云县潘潭乡之冷水、联合（泗岩、虬里）、章岩（小章、岩潭）、杨西（杨山、西英、山干、弹上、水坑弄）、等山（溶坑、胡山、大山）、庄头；潘潭等7个行政村，1,143户，4,271人，耕地面积3,792.72亩划归磐安县管辖。
1956年9月27日，尚湖乡第十、第十一两村（即周家楼、米筛山头等27个自然村），301户，1,114人，耕地面积779亩划给天台县新中乡管辖。 1961年2月2日，安文公社仁州管理区石上、石雨坑大队3个生产队，84户；354人，耕地面积374亩，划给缙云县管辖。1963年5月7月，双溪人民公社金家、袁家、下屋3个生产大队，8个生产良，104户，381人，耕地面积305亩，划入东阳县八达人民公社。1965年6月21日，双峰公社三丘田大队（包括三丘田、楚石坑两个村），3个生产队，47户，166人，耕地面积78亩，划归仙居县管辖。1976年8月，盘山区方前公社田芯大队（包括田芯、竂车、阴鼠洋3个村），9个生产队，236户，961人，耕地面积951亩，划给天台县管辖。
1983年7月13日，中国国务院批准恢复磐安县建置，11月10日与东阳县分开办公。其县境除原属磐安县全境外，另划原属东阳县之岭口、玉峰、尖山、胡宅等4个乡镇给磐安县管辖。

## 行政区划
磐安县下辖2个街道办事处、7个镇、5个乡：
安文街道、新渥街道、尖山镇、仁川镇、大盘镇、方前镇、玉山镇、尚湖镇、冷水镇、双峰乡、双溪乡、窈川乡、盘峰乡和九和乡。

## 人口
根據第七次全国人口普查數據，截至2020年11月1日零時，磐安縣常住人口為177161人。

## 交通
- 351国道过境。

## 地理

### 气候
磐安县气候属亚热带季风气候，温暖湿润，年平均气温为13.9—17.4℃。

### 自然资源
- 境内有铁矿等矿产。
- 高山茭白
- 磐安香菇、磐安中药材：中国地理标志产品。